# Sønderborg
Sønderborg (deutsch Sonderburg; Sønderjysk bzw. Alsisk Synnebårre) ist eine Stadt in der Region Syddanmark in Dänemark am Als Sund nördlich der Sønderborg Bugt (Bucht), unweit der Grenze zu Deutschland. Ab 1970 war die Stadt ein Teil der Kommune Sønderborg, die 2007 mit sechs Nachbarkommunen zur Großkommune Sønderborg vereinigt worden ist. In der Stadt leben gemäß dem dänischen Statistikamt 28.333 Einwohner, in der Großkommune 74.096 Einwohner (Stand: 1. Januar 2025), den Bürgermeister (Erik Lauritzen) stellen seit den Kommunalwahlen im November 2013 die dänischen Sozialdemokraten.
Die frühere Kommune Sønderborg, die von 1970 bis 2006 das städtische Siedlungsgebiet (Christians Sogn und Sankt Marie Sogn) und die Randgemeinden Dybbøl Sogn (Düppel) und Ulkebøl Sogn (Ulkebüll) umfasste, war 54,45 km² groß und hatte 30.783 Einwohner (Stand 2006).

## Geographie
Die Altstadt und weitere große Teile der Stadt liegen auf der Insel Als (dt.: Alsen), der westliche Teil hingegen gehört zur Kimbrischen Halbinsel. Dazwischen verläuft der trennende, 250 Meter breite Als Sund (dt.: Alsensund), der nach Süden hin in die Sønderborg Bugt (dt.: Sonderburger Bucht) mündet. Diese ist Teil der Flensburger Förde. Nördlich von Sønderborg reicht der Augustenborg Fjord (dt.: Augustenburger Förde) tief nach Als hinein.
1970 wurde Sønderborg Teil einer Kommune, der auch die Gemeinden Dybbøl (dt.: Düppel) und Ulkebøl angeschlossen wurden. 2007 wurde die Kommune Sønderborg durch den Anschluss der Kommunen Gråsten, Broager, Sundeved, Sydals, Augustenborg und Nordborg sogar größer als der frühere Kreis Sonderburg. Das Gebiet der heutigen Sønderborg Kommune umfasst 496,57 km².

## Geschichte

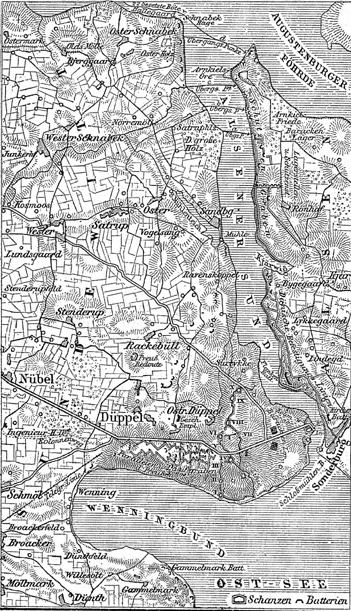
Alsensund um 1864

Da keine Urkunden aus der Frühzeit der Stadt erhalten geblieben sind, liegen deren Anfänge im Dunkeln. Das für die Stadt namensgebende Schloss Sonderburg (Südliche Burg) wurde wohl im 12. Jahrhundert zum Schutz vor wendischen Seeräubern errichtet. Eine erste Überlieferung zur Burg stammt aus dem Jahr 1253. Im besagten Jahr eroberte König Christoph I. von Dänemark die Burg und ließ ihre Festungsmauern schleifen. Die namensgebende Burg sollte dennoch weiter bestehen und wurde neu aufgebaut. Im Schatten der Burg wuchs der Ort Sonderburg heran, welcher bis zum 15. Jahrhundert zur Stadt reifte. Wann genau und ob überhaupt die Stadt Sønderborg Stadtrechte erhielt, ist unklar. Im 15. Jahrhundert war Sønderborg jedoch eine vollwertige Stadt, deren Vertreter an den Landtagen teilnahmen. Ab 1531 wurde im Übrigen der abgesetzte König Christian II. für längere Zeit im Schloss gefangen gehalten, wofür das Schloss heute noch insbesondere bekannt ist.
Sønderborg war das Zentrum eines allerdings nur sehr kleinen Lehnsdistrikts bzw. Amtes, das den Süden von Als und den Ostteil des Sundeveds (dt.: Sundewitt) umfasste. Da es hier aber zahlreiche andere adelige und kirchliche Besitzungen gab, erreichte es nur bescheidene Ausmaße. Bei der Landesteilung zwischen dem König und seinem Bruder 1564 wurden Stadt und Sønderborg Amt gemeinsam mit dem Nordborg Amt, zu dem auch die Insel Ærø gehörte, dem abgeteilten Herzog Johann dem Jüngeren überlassen. Dieser wurde damit Stammvater der Linie Schleswig-Holstein-Sonderburg. Nachdem er 1581 auch das Gebiet um das Rüdekloster in Angeln erhalten hatte, baute er sich dort die neue Residenz Glücksburg. Das Sønderborger Schloss ließ er ebenfalls aufwendig erweitern. Es gelang dem Herzog, fast alle adeligen Besitzungen der Umgebung in seinen Besitz zu bekommen und das Territorium abzurunden. Nach seinem Tod 1622 wurde Sønderborg wieder Residenz eines Herzogtums, das allerdings nur noch ein Fünftel von Johanns Besitzungen umfasste, da er diese unter seinen Söhnen aufgeteilt hatte. 1667 ging das Herzogtum in Konkurs und wurde daraufhin wieder königlich. Sønderborg blieb eine bescheidene Handelsstadt, das Schloss war Sitz eines Amtmannes über ein sehr kleines Amt.
Als 1779 der letzte noch abgeteilt regierende Herzog aus der Nachfahrenschaft Johanns auf seiner Residenz Glücksburg starb, kam auch der Sundeved wieder zum Amt Sønderborg. Da die Herzöge von Augustenborg große Güter auf Als erworben hatten, blieb das Amt weiterhin sehr klein. Sønderborg selbst war als Handelsstadt nur von lokaler Bedeutung. Das benachbarte Flensburg beherrschte den Fernhandel, der aber auch in Aabenraa zunehmend an Bedeutung gewann.
Mitte des 19. Jahrhunderts siedelten sich einige Industriebetriebe in der Stadt an. Zu einem großen Problem wurde in dieser Zeit der aufkommende Nationalismus, der Dänen und Deutsche in Schleswig zusehends voneinander trennte. Als und damit auch Sønderborg wurden im Schleswig-Holsteinischen Krieg 1848–1850 von dänischen Truppen gehalten und kamen daher glimpflicher durch die Wirren der Zeit als der Rest des Herzogtums. Der Deutsch-Dänische Krieg 1864 führte jedoch durch ein preußisches Dauerbombardement zu einer erheblichen Zerstörung der Stadt, bei der unter anderem auch das Stadtpalais des Herzogs Ernst Günther vernichtet wurde.
Nachdem sie am 29. Juni 1864 von den Preußen erobert worden war, kam die Stadt Sonderburg zu Preußen bzw. ab 1871 zum Deutschen Reich. Administrativ gehörte sie in dieser Zeit zur Provinz Schleswig-Holstein und war Kreisstadt des Kreises Sonderburg, dem das alte Amt einschließlich aller Güter sowie Nordalsen angehörte. 1890 hatte Sonderburg 5.120 Einwohner, davon 145 Katholiken und 7 Juden. Mit der Errichtung der kaiserlichen Marinestation (Vgl. Sønderborg Kaserne) um 1907 wuchs die wirtschaftliche Bedeutung der Stadt erheblich. Zahlreiche Repräsentativbauten der Zeit prägen bis heute das Stadtbild. Sønderborg gilt heute als die bedeutendste Jugendstil-Stadt in Dänemark. Eisenbahnanschluss erhielt die Stadt 1901 mit der Staatsbahn nach Flensburg und Tingleff sowie Kreisbahnverbindungen nach Norburg, Lysabild und Mommark.
Obwohl bei der Volksabstimmung 1920 56 % der Stimmberechtigten für den Verbleib beim Deutschen Reich stimmten, gehört Sønderborg seit 1920 zu Dänemark, weil die Abstimmungsgebiete geschlossen behandelt wurden und die deutsche Mehrheit, die sich nur in einigen Städten fand, in den ländlichen Bereichen überstimmt wurde. Noch heute besitzt die Stadt einen beträchtlichen Anteil deutschsprachiger Bewohner, die mit anderen deutschen Bewohnern der Region Südjütland im Bund deutscher Nordschleswiger organisiert sind.
Nach 1920 war Sønderborg weiterhin Sitz einer regionalen Amtsverwaltung. Gefördert wurde die Stadt, die ihr südliches Hinterland verloren hatte, durch die Ansiedlung staatlicher Institutionen, darunter eines Staatskrankenhauses, einer Handelshochschule und eines Gerichts. Das preußische Amtsgericht Sonderburg wurde durch das dänische Retten i Sønderborg ersetzt. Wichtigster Wirtschaftsfaktor auf Als wurde im Laufe der Zeit jedoch die Fabrik Danfoss. Daher gewann das eigentlich abgelegene Sønderborg auch an wirtschaftlicher Bedeutung, und es konnte einwohnermäßig die anderen drei nordschleswigschen Städte Tønder, Aabenraa und Haderslev überflügeln.
Bei Kriegsende 1945 war Sonderburg Schauplatz einer Meuterei unter deutschen Marinesoldaten, die das Minensuchboot M 612 in ihre Gewalt brachten. Daraufhin wurden am 5. Mai 1945 elf von zwanzig Beschuldigten im  Alter von 20 bis 24 Jahren wegen Fahnenflucht und Meuterei auf See zum Tode verurteilt und in dänischen Gewässern erschossen. Hintergrund der Tragödie war, dass sie sich, einen Tag nach der von deutschen Streitkräften unterzeichneten Teilkapitulation der Wehrmacht für Nordwestdeutschland, Dänemark und die Niederlande, geweigert hatten, eine weitere Fahrt zur Rettung von Flüchtlingen über die Ostsee zu unternehmen und deshalb gemeutert hatten. Nach der Hinrichtung wurden die Leichen der Soldaten, mit Grundgewichten beschwert, im Alsensund versenkt. Sieben davon wurden angespült und beigesetzt. Das DDR-Dokudrama Rottenknechte (1971) und die Erzählung Ein Kriegsende (1984) von Siegfried Lenz erinnerten daran. Die inzwischen verstorbene Museumsinspektorin Inge Adriansen und Jürgen Karwelat von der Historischen Werkstatt in Berlin setzten sich 25 Jahre für einen Gedenkstein ein. Nach anfänglicher Skepsis auf deutscher und dänischer Seite erhielten Siegfried Matlok und Frode Sørensen insgesamt 50.000 Kronen von der Kommune Sonderburg und dem Honorarkonsul in Nordschleswig bewilligt. Am 9. September 2020 wurde der Naturstein mit Bronzetafel auf einer Grünfläche zwischen dem Multikulturhaus und dem Hotel Alsik eingeweiht. Die Bronzetafel enthält sowohl einen dänischen als auch deutschen Text.
1998 wurde aus der in Sønderborg beheimateten Handelshøjskole Syd eine Abteilung der Syddansk Universitet. Die Universität wurde seitdem durch verschiedene neue Institute sowie grenzüberschreitende Studiengänge mit der Europa-Universität Flensburg aufgewertet. 2007 zogen die Institute in das Alsion, einen direkt am Als Sund liegenden Neubaukomplex.
2005 schlossen Gerhard Schröder und Anders Fogh Rasmussen in Sønderborg anlässlich des 50. Jahrestages der Bonn-Kopenhagener Erklärungen ein Abkommen, das die deutsch-dänische Zusammenarbeit vertiefen soll.
Im März 2010 hatte sich Sønderborg neben Aarhus für 2017 um den Titel europäische Kulturhauptstadt beworben. Die Entscheidung fiel im August 2012 zugunsten von Aarhus. Diese Kandidatur war ein gemeinsames Vorhaben der gesamten deutsch-dänischen Grenzregion Sønderjylland-Schleswig gewesen, an der sich neben den vier südjütischen Kommunen Sønderborg, Aabenraa, Tønder und Haderslev auch Flensburg und die Kreise Nordfriesland und Schleswig-Flensburg auf deutscher Seite beteiligt hatten. Obwohl Sønderborg nicht den Titel als Kulturhauptstadt gewann, hielten die Organisatoren an ihren Visionen fest und stellten für das Jahr 2017 ein Kulturprogramm unter dem Namen S2017 (Motto: Creating a Countryside Metropolis) auf.

## Bevölkerung

### Einwohnerentwicklung

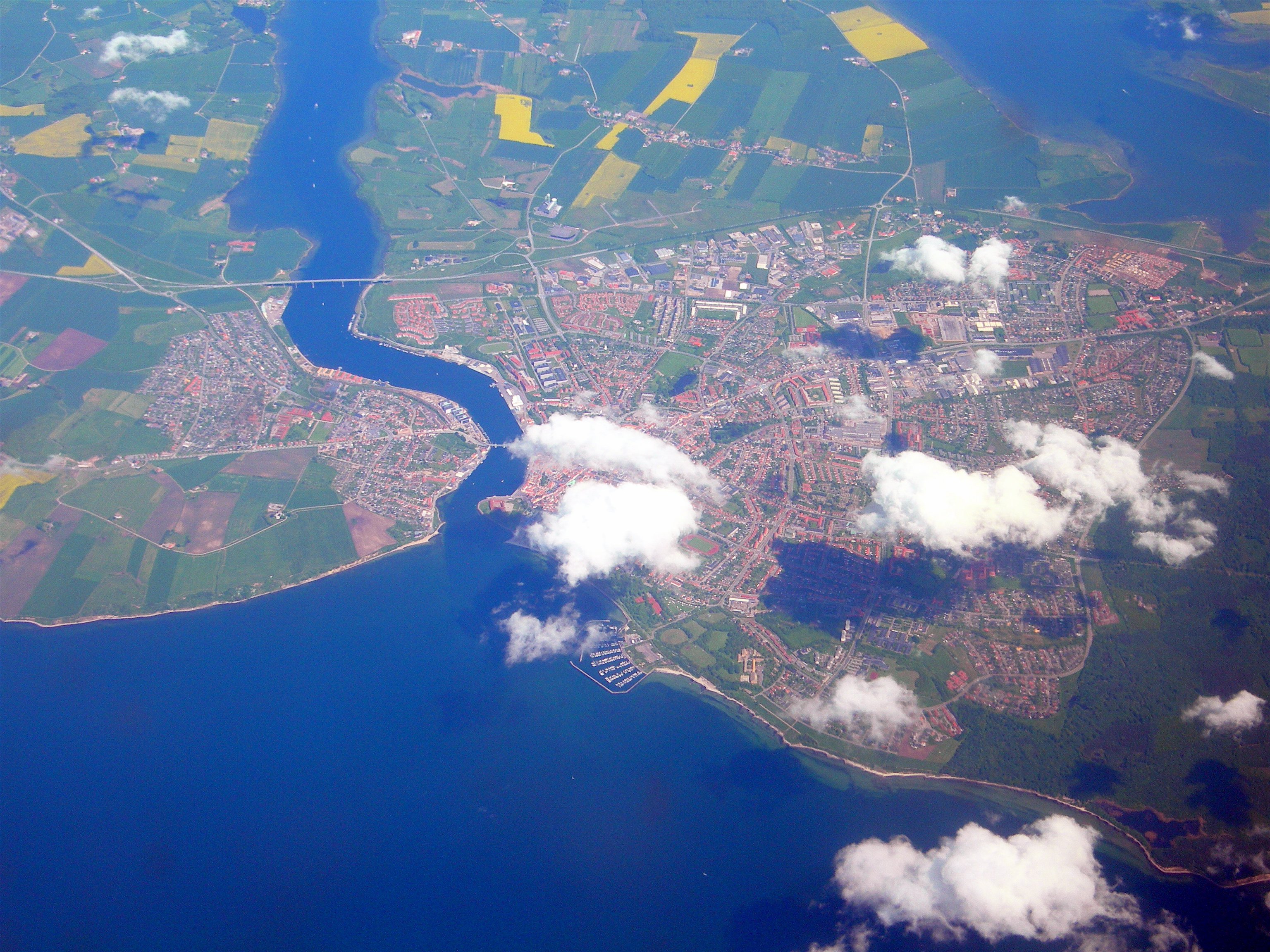
Sønderborg

Entwicklung der Einwohnerzahl (ab 1890: 1. Januar):
- 1890 - 5.120
- 1980 - 27.790
- 1985 - 27.583
- 1990 - 28.291
- 1995 - 29.388
- 1999 - 30.037
- 2000 - 30.011
- 2003 - 30.122
- 2006 - 27.391
- 2007 - 27.371
- 2010 - 27.194

### Sprachen
In Sønderborg wird neben der dänischen Hochsprache Rigsmål (Reichsdänisch) auch Sønderjysk und von der deutschen Minderheit Deutsch gesprochen. Es gibt eine Deutsche Schule Sonderburg und eine Zweigstelle der Apenrader Büchereizentrale und Zentralbücherei am Rønhaveplads im Zentrum. Die beiden hier aufeinandertreffenden Varianten des süddänischen Dialekts Sønderjysk nennen sich Alsisk (Alsisch, nach der Insel Als) und Sundevedsk (nach der Halbinsel Sundeved), zu denen auch die Gruß- und Abschiedsformel Mojn gehört, die in Dänemark nur in Sønderjylland gebräuchlich ist. Als Ausdruck der lokalen Sprachidentität warb die Stadt ab 1975 mit dem Slogan „Mojn – vi ses i Sønderborg“ („Moin – wir sehen uns in Sonderburg“).

## Kultur

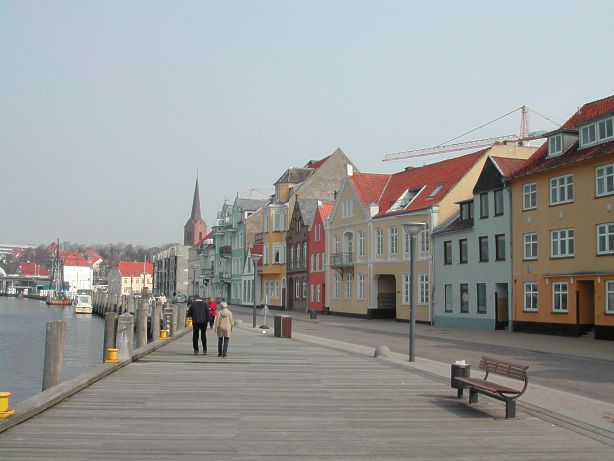
Stadthafen von Sønderborg

### Museen
Ein Museum mit historischen Sammlungen und einer Sammlung jütländischer Kunst gibt es im Schloss Sonderburg. Im Købmandsmuseet Kastanie-Huset kann man einen Kaufmannsladen aus den 1940er Jahren besichtigen. Über die deutschsprachige Bevölkerung in Nordschleswig berichtet das Deutsche Museum Nordschleswig, das ab 2019 umfassend renoviert und erweitert wurde (Kosten etwa 26,4 Mio. Kronen). Rundfunkgeräte wie Fernseher und Radios werden im 2010 eröffneten Sønderjyllands Radiomuseum ausgestellt, das im Weiterbildungsinstitut EUC Syd am Søndre Landevej untergebracht ist. Sonderburg besitzt mit dem Ringridermusem das einzige Ringreitermuseum in Dänemark. Westlich der Stadt befindet sich zudem das Historiecenter Dybbøl Banke, die nationale dänische Gedenkstätte der Düppeler Schanzen.

### Musik
Das Sønderjyllands Symfoniorkester gibt regelmäßig Konzerte.

### Bauwerke

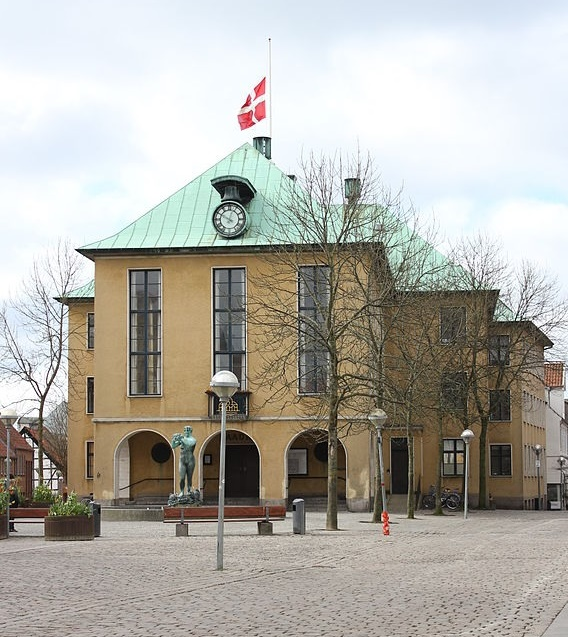
Das heutige Rathaus von 1933 ist im dänischen Klassizismus gehalten

Da Sønderborg im Krieg von 1864 teilweise zerstört wurde und es im 20. Jahrhundert wie in vielen anderen Städten zu Abbrüchen im großen Stil kam, hat es weniger historische Bauwerke aufzuweisen als die übrigen Städte im alten Herzogtum Schleswig. Dennoch ist die Altstadt bemerkenswert und bietet vor allem in den Nebenstraßen einige geschlossene Ensembles, vor allem zwischen Rathaus und Schloss sowie in der Kirchenstraße.
Sowohl in der Altstadt als auch in den älteren Stadterweiterungen nach Norden und Osten hin bietet Sønderborg einige bemerkenswerte Beispiele für Jugendstil-Architektur.
Das 1170 erstmals erwähnte Sønderborger Schloss ist heute das bedeutendste Museum in Nordschleswig und einer der ältesten Profanbauten überhaupt im Landesteil.
Die Schlossmühle ist ein gut erhaltener relativ kleiner Galerie-Holländer.

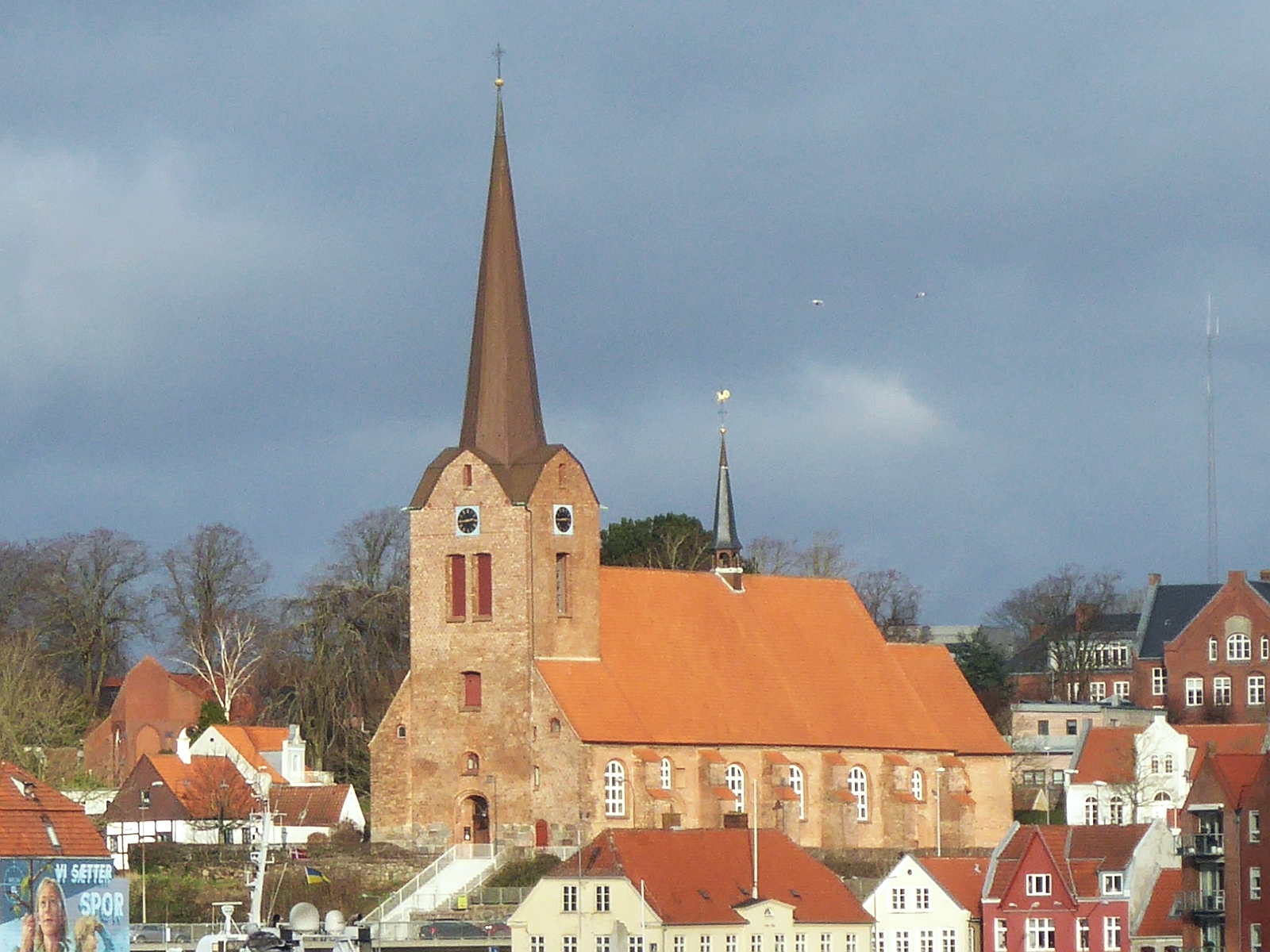
Sankt Marie Kirke (Marienkirche), erbaut um 1600 (Foto 2020)

Die Marienkirche (dänisch: Sankt Marie kirke) wurde um 1600 aus Ziegelmauerwerk anstelle eines früheren Stadtkirchenbauwerks S. Jørgens errichtet, sie hieß jedoch zunächst weiter S. Jørgens Kirke. Durch die komplizierten Besitzstandsverhältnisse zwischen Adel und Krone war die Marienkirche rechtlich mit dem St.-Jürgen-Hospital verbunden; das Hospital verfügte jedoch auch über eine eigene Kirchenkapelle. Über die Namensgebung für die Marienkirche gibt es unterschiedliche Angaben, einmal wird die ursprüngliche S. Jørgens Kirche bereits 1649 auf einer Meyers-Karte als Marienkirche verzeichnet, andererseits soll erst 1957 amtlich der Name von S. Jørgens kirke in Sankt Marie kirke im Zusammenhang mit der Aufteilung in zwei Kirchengemeinden in Sønderborg  geändert worden sein.

Nach der Reformation wurde der Marienkirche die Funktion einer Pfarrkirche für Sønderborg zugewiesen; sie gehört heute zur Probstei Sønderborg in der Diözese Haderslev. Der mehrfach instandgesetzte Ziegelbau wird von einem wenig eindrucksvollen 1883 errichteten und 1962 modernisierten Turm überragt; die Kirche beeindruckt aber in ihrem Inneren durch eine Vielzahl wertvoller Epitaphen.
Die renovierte Hafenpromenade wird Holzbrücke genannt. Hier liegen die größeren Yachten und segelnde Oldtimer. Sie treffen sich hier u. a. zur Rum-Regatta von und nach Flensburg. Insgesamt wurden die Häuser der Hafenpromenade eingehend renoviert und erneuert. Etwa in der Mitte der Hafenpromenade steht seit Juli 2004 die 2,30 Meter hohe Bronzeskulptur Butt im Griff des deutschen Literaturnobelpreisträgers Günter Grass.
Die Klappbrücke Kong Christian den X’s Bro führt über den Als Sund (dt.: Alsensund) und stammt aus dem Jahre 1930. Ihr wurde ein Teil der historischen Altstadt geopfert, namentlich im nördlichen Hafenviertel (zwei Häuser sind im Freilichtmuseum Den Gamle By in Aarhus wiederaufgebaut worden) und im Bereich der Marienkirche (darunter das alte St. Jürgen-Hospital), die nun durch die Verkehrsschneise von der Altstadt getrennt ist.
Interessant ist ein Fußweg zu den Düppeler Schanzen, Schauplatz und Museum des Deutsch-Dänischen Krieges 1864. Von hier schossen die Preußen mit ihren Kanonen direkt in die Stadt.
Sønderborg zeichnet sich durch eine außergewöhnlich schöne Lage am Eingang des Als-Sundes in die Flensburger Förde aus, der vom Schloss beherrscht wird. Vom Schlossgarten führt eine lange Promenade entlang der Förde zum neu geschaffenen Yachthafen.
Das Hotel Alsik besteht seit 2019.

### Sport
Sønderborg besitzt zwei Sportboothäfen mit guten Einkaufsmöglichkeiten. Neben dem Yachthafen etwas außerhalb südöstlich der Stadt gibt es Liegeplätze direkt an der Stadtpromenade. Südlich des Schlosses liegt ein Badestrand.
Am zweiten Wochenende im Juli findet jedes Jahr das Ringreiterfest (ringriding) statt, bei dem die Reiter versuchen, mit einer Lanze einen kleinen Ring zu stechen. Freitags und samstags gibt es dabei einen Umzug.
Im Rahmen der Dänemark-Rundfahrt war Sønderborg mehrfach Etappenziel- und auch Startort. Wie schon 2008, 2013, 2016 endete die zweite Etappe mit Start in Ribe am 11. August 2021 in Sønderborg. Die insgesamt 193 km lange Etappe führte am Ende drei Mal in einem Rundkurs, der über die Kong Christian den X’s Bro in die Innenstadt führte und an der Anhöhe bei der Düppeler Mühle.
Im Jahr 2022 ging die 3. Etappe der 109. Austragung der Tour de France in Sønderborg zu Ende. Etappensieger wurde der Niederländer Dylan Groenewegen.

## Wirtschaft und Infrastruktur

### Wirtschaftsstruktur
Wirtschaftlich bedeutsam sind die Maschinen-, Textil- und Lebensmittelindustrie. Nicht wenige Sønderborger arbeiten zudem beim Danfoss-Industriekomplex im Raum Nordborg. Auch die Bedeutung als Hochschulstandort ist seit 1999 deutlich gewachsen. Sønderborg ist gleichzeitig ein sehr beliebtes Touristenziel.

### Verkehr

#### Straßenverkehr

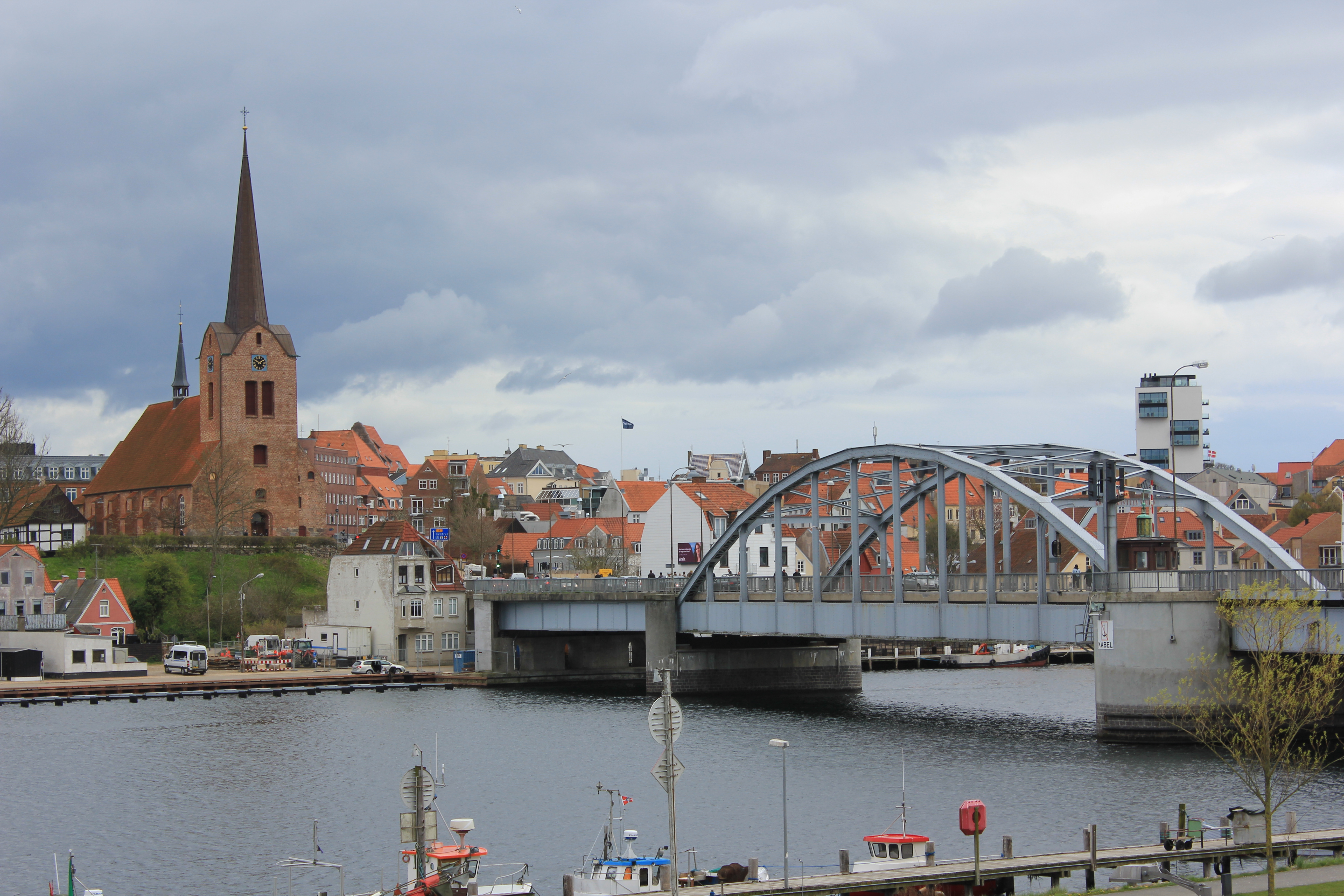
König Christian X.-Brücke und die Sankt Marie Kirke im April 2014

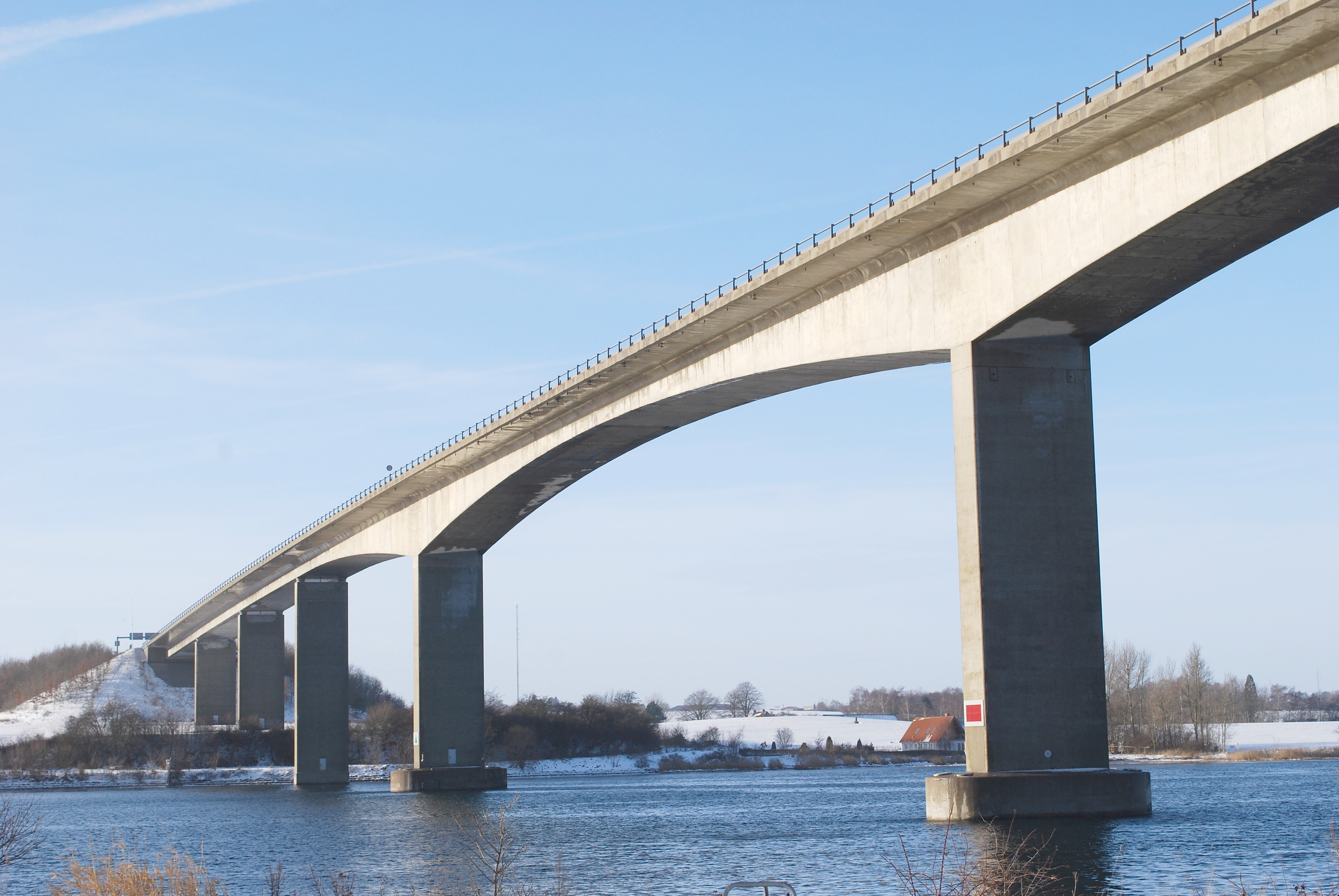
Alssundbroen

Zwei Straßenbrücken über den Als Sund verbinden in der Hafenstadt die Insel Als mit dem Festland. Über die nördliche Straßenbrücke Alssundbroen führt die Fernstraße Primærrute 8, die Tønder mit Nyborg (mit Fährbetrieb zwischen Als und Fünen) verbindet. An der Brücke endet die Autobahn Sønderborgmotorvejen, die seit dem 31. März 2012 Sønderborg mit der Europastraße 45 bei Kliplev verbindet.
Die südliche, ältere Brücke über den Sund ist eine Klappbrücke. Die Kong Christian den X’s Bro wurde nach dem dänischen König Christian X. benannt. Sie ist gleichzeitig die einzige feste Querung des Sundes für Fußgänger und Radfahrer. Über sie führte früher die Eisenbahn nach Mommark, das Gleis wurde erst vor wenigen Jahren entfernt.
Der alte Insel-Bahnhof im Osten der Stadt dient heute als Zentraler Omnibus-Bahnhof (ZOB), von dem neben zahlreichen Lokalverbindungen auch eine Schnellbuslinie nach Vejle startet.

#### Schienenverkehr
Im Westen der Stadt befindet sich der Kopfbahnhof der eingleisigen, seit 1997 elektrifizierten DSB-Bahnstrecke nach Tinglev. InterCityLyn-Züge fahren im Zweistundentakt nach Kopenhagen-Østerport. Die Fahrzeit beträgt 3 Stunden und 50 Minuten (2020).
Die DSB-Strecke hatte ursprünglich in Tørsbøl einen Abzweig nach Padborg (Bahnstrecke Tørsbøl–Padborg), der jedoch nach der Grenzziehung von 1920 an Bedeutung verlor und 1932 gemeinsam mit der Bahnstrecke Vester Sottrup–Skelde eingestellt wurde. Am 27. Mai 1962 verschwand die Verbindung zum Fährplatz Mommark, die vom DSB-Bahnhof über die Klappbrücke und dann teilweise durch die Hauptstraße der Stadt führte. Diese Strecke war bis 1936 schmalspurig ausgebaut und Teil der Amtsbanerne på Als (Kreisbahn auf Alsen), die Sønderborg auf zwei weiteren Strecken mit Augustenborg und Nordborg verbanden.

#### Wasserverkehr
Fähren verkehrten nach Åbenrå, Damp, Flensburg und Gelting. Die Schiffe zum Flensburger Hafen wurden Fördedampfer genannt, weil sie die Flensburger Förde befuhren. Sie waren in früheren Zeiten ein wichtiges Verkehrsmittel und später als Butterschiffe bzw. Spritbåde wegen der zollfreien Einkaufsmöglichkeiten beliebt.

#### Luftverkehr
Nördlich von Sønderborg liegt der Sønderborg Lufthavn. Er befindet sich auf der Landzunge Arnkil zwischen dem Augustenborg Fjord im Osten und dem Alsensund im Westen. Die Fluggesellschaft Air Alsie bietet eine Verbindung nach Kopenhagen, die mehrmals täglich bedient wird.

## Politik

### Partnerstädte
- Pori in Finnland

Zu folgenden Städten werden partnerschaftliche Beziehungen unterhalten:
- Finsterwalde in Deutschland
- Olsztyn in Polen

## Söhne und Töchter der Stadt
- Alexander von Schleswig-Holstein-Sonderburg (1573–1627), Standesherr
- Friedrich von Schleswig-Holstein-Sonderburg-Norburg (1581–1658), Herzog von Schleswig-Holstein-Sonderburg-Norburg
- Albrecht von Schleswig-Holstein-Sonderburg (1585–1613), Titularherzog aus dem Hause Schleswig-Holstein-Sonderburg-Glücksburg
- Joachim Ernst (Schleswig-Holstein-Sonderburg-Plön) (1595–1671), erster Herzog des Herzogtums Schleswig-Holstein-Plön
- Eleonora Sophia von Schleswig-Holstein-Sonderburg (1603–1675), Fürstin von Anhalt-Bernburg
- August Philipp von Schleswig-Holstein-Sonderburg-Beck (1612–1675), Standesherr
- Christian August Lorentzen (1749–1828), dänischer Porträtmaler
- Christian Kuß (1769–1853), deutscher Autor, Prediger und Geschichtsforscher
- Karl Esmarch (1824–1887), deutscher Jurist
- Marie von Wartenberg (1826–1917), deutsche Malerin
- Bruno Bruhn (1872–1958), deutscher Chemiker und Industriemanager
- Ludvig Drescher (1881–1917), Fußballtorwart
- Brigitte Adolphsen (1883–1968), deutsche Schriftstellerin
- Robert Moraht (1884–1956), deutscher Marineoffizier und U-Bootkommandant im Ersten Weltkrieg
- Otto von der Schulenburg (1888–1972), deutscher Jurist und Politiker
- Hans Hansen Palmus (1901–1989), deutscher Lehrer und niederdeutscher Autor
- Kamma Svensson (1908–1988), Malerin, Grafikerin und Illustratorin
- Jobst Schaefer (1912–unbekannt), Politiker, Mitglied des Niedersächsischen Landtages
- K. R. H. Sonderborg (1923–2008), deutscher Maler, der sich nach seiner Geburtsstadt benannte
- Sophus Pohl-Laukamp (1931–2008), deutscher Jurist und Politiker
- Bent Martin (* 1943), Fußballtorhüter
- Verner Blaudzun (* 1946), Radrennfahrer
- Claus Andreasen (* 1947), Archäologe, Museumsleiter und Hochschulrektor
- Ole Marquardt (* 1948), Historiker
- Flemming Meyer (* 1951), deutsch-dänischer Politiker, Mitglied des Landtags von Schleswig-Holstein
- Per Nielsen (* 1954), Trompeter
- Signe Schlichtkrull (* 1969), Journalistin und Schriftstellerin
- Anders Hansen (* 1970), Profigolfer
- Lars Christiansen (* 1972), Handballspieler
- Ellen Hamborg-Petersen, (* 1974), Squashspielerin
- Peter Christensen (1975–2025), Politiker
- David Nielsen (* 1976), Fußballspieler und -trainer
- Bent Angelo Jensen (* 1977), Modedesigner
- Marit Jessen Rüdiger (* 1982), Pharmazeutin und Politikerin
- Anders Zachariassen (* 1991), Handballspieler
- Aaron Mensing (* 1997), Handballspieler
- Rikke Hoffbeck Petersen (* 1997), Handballspielerin
- Oliver Villadsen (* 2001), Fußballspieler